# Most kolejowy im. Ernesta Malinowskiego w Toruniu
Most kolejowy im. Ernesta Malinowskiego w Toruniu – most kolejowy na Wiśle w Toruniu, położony między stacjami Toruń Główny i Toruń Miasto. Jego całkowita długość wynosi 996,8 m. Został oficjalnie otwarty 14 sierpnia 1873 roku.

## Historia
Decyzja o budowie mostu, która zapadła wiosną lub pod koniec 1868 roku. Prace budowlane rozpoczęto w 1870 roku, pod koniec 1871 roku ukończono podpory, a w połowie 1873 roku zakończono montaż żelaznej konstrukcji. 14 sierpnia tego roku nastąpiło oficjalne otwarcie przeprawy. W latach 1876–1877 zostały ukończone wieże ustawione na filarach brzegowych.
Pierwotnie był to most kolejowo-drogowy. Miał po jednym pasie drogowym i kolejowym. Na skrajnych filarach mostu, zarówno od strony miasta, jak i po przeciwnej stronie Wisły wznoszą się po dwie czworoboczne wieże. Pierwotnie składały się z trzech wysokich kondygnacji. W niszach wież stały posągi – od strony Kępy Bazarowej króla pruskiego Fryderyka II i cesarza Wilhelma I, od strony miasta posągi mistrzów krzyżackich Hermana Balka i Hermanna von Salzy; poniżej posągów znajdowały się płaskorzeźby ze scenami nawiązującymi do posągów powyżej nich. Odpowiednio były to: wkroczenie wojsk pruskich do Torunia w 1793 roku pod posągiem Fryderyka Wielkiego, postępy niemieckiej kultury i cywilizacji – pod postacią Wilhelma I, założenie miasta Torunia przez Krzyżaków – pod figurą Hermanna Balka, natomiast pod rzeźbą Hermanna von Salzy – scena nawracania pogan.
W latach 20. XX wieku dekoracje rzeźbiarskie zostały zniszczone. Posągi Fryderyka Wielkiego i Wilhelma zostały uszkodzone w styczniu lub lutym 1920 roku przez nieznane osoby. Całkowite uszkodzenie pomników nastąpiło w tym samym roku. Płaskorzeźby natomiast skuto w 1925 roku po wydaniu nakazu przez konserwatora zabytków.
Przez długi czas był to jedyny most w Toruniu, obsługiwał więc jednocześnie ruch kolejowy, pieszy i kołowy. 11 listopada 1934 roku otwarto most drogowy im. Józefa Piłsudskiego. Po tym czasie most kolejowy zamknięto dla ruchu kołowego i położono na nim drugi tor.
W czasie wojny był dwukrotnie wysadzany – po raz pierwszy przez Polaków 7 września 1939 roku. Akcja wysadzania mostów toruńskich zaczęła się około godz. 2 w nocy. Most obciążono, wtaczając tam 2 lokomotywy wraz z wagonami. Miało to zwiększyć siłę wybuchu. Po eksplozji zawaliły się 3 przęsła. Po raz kolejny został wysadzony przez Niemców dnia 30 stycznia 1945 roku. 15 kwietnia 1947 roku na odbudowanym moście otwarto ruch (według innego źródła most odbudowano w 1948 roku).
27 maja 1999 roku Rada Miejska Torunia, na wniosek Zarządu Oddziału Stowarzyszenia Inżynierów i Techników Komunikacji RP w Toruniu, podjęła uchwałę o nadaniu mostowi imienia Ernesta Malinowskiego. 9 lipca tego samego roku odsłonięta została tablica pamiątkowa z imieniem patrona.
Most wpisany jest do gminnej ewidencji zabytków (nr 2154).

## Odniesienia w kulturze
Most kolejowy znalazł się na jednym z czterech znaczków pocztowych wydanych w 2008 roku przez Pocztę Polską w emisji „Mosty w Polsce” (obok mostu Poniatowskiego w Warszawie, mostu spawanego w Maurzycach i mostu Siekierkowskiego w Warszawie).